# Battaglia di Yingkou
La battaglia di Yinkou (Giapponese: 牛莊作戦) fu uno scontro militare terrestre verificatosi durante la prima guerra sino-giapponese nelle vicinanze del treaty port Yingkou in Manciuria.

## Svolgimento
Il 13 dicembre 1894 la terza divisione della prima armata dell'esercito imperiale giapponese aveva occupato la città di Haicheng, tra gennaio e febbraio l'esercito cinese tentò tre volte di riprenderla senza successo.
Il 10 febbraio 1895 la prima divisione della seconda armata giapponese lasciò Kinchow (occupata da novembre in seguito alla battaglia di Lüshunkou) e si ricongiunse alla prima armata poco lontano da Yingkou (all'epoca chiamata Niuzhuang). Niuzhuang fu attaccata il 4 marzo 1895, la battaglia fu combattuta lungo le strade della città e costò ai cinesi 1 800 perdite.
Il 6 marzo 1895 Yingkou era stata sgombrata del tutto dalle armate cinesi e i giapponesi poterono prenderne definitivamente possesso praticamente senza incontrare resistenza, acquisita la città i giapponesi iniziarono a bombardare la città vicina di Tianzhuangtai, sul lato opposto del fiume Liao, radendola al suolo.

## Eventi posteriori
La cattura di Yingkou sancì la definitiva supremazia giapponese nel conflitto e segnò la fine dei combattimenti sul continente; alla fine di marzo i giapponesi lanceranno anche un'offensiva sulle isole Pescadores, vicino a Taiwan. In seguito alle vittorie giapponesi di Yingkou e delle Pescadores si arriverà alla pace con il trattato di Shimonoseki.